# 劉暀
刘暀（9世纪—860年），唐朝末年浙东农民起义军将领。
唐宣宗大中十三年末(860年)，裘甫起义于浙东，称天下都知兵马使，他被推为副使。唐政府派王式前往镇压，他建议急取越州（今浙江绍兴)，沿浙江东岸筑垒拒敌，同时，大集舟舰，攻取浙西，过大江攻取扬州，占领唐政府的财政命脉，然后还军固守石头城（今江苏南京），并派人南下去福建。裘甫未采纳其意见。反信进士王辂拥众据险、不利则逃往海岛之策。起义军频战不利，他乃杀王辂等人。后与裘甫困守剡县（今浙江嵊县)，城破被俘遇害。